# Ewald Bockermann
Ewald Bockermann (* 11. Februar 1928) ist ein ehemaliger deutscher Fußballspieler.

## Werdegang
Bockermann spielte in der Saison 1949/50 für Arminia Bielefeld in der seinerzeit erstklassigen Oberliga West. In 24 Spielen erzielte er dabei ein Tor, konnte aber den Abstieg der Arminia nicht verhindern. Daraufhin wechselte Bockermann in die Oberliga Nord zu SV Arminia Hannover. Drei Jahre lang spielte er am Bischofsholer Damm und erzielte in 51 Oberligaspielen zehn Tore, anschließend ging er zum TSV Havelse. Als herausragender Akteur in der Amateuroberliga Niedersachsen gehörte er neben unter anderem seinem Havelser Mannschaftskameraden Rudi Rosenzweig, später Chefredakteur der Fußball-Woche, Helmut Kruhl vom TSR Olympia Wilhelmshaven und Friedhelm Schulz von Eintracht Osnabrück zur Amateuroberligaauswahlmannschaft, die gegen eine niedersächsische Vertragsspielerauswahlmannschaft im August 1955 antrat. Wegen des Verstoßes gegen das Amateurstatut wurde der TSV Havelse im April 1956 zum Zwangsabstieg und Bockermann zu einer Geldstrafe verurteilt. 1956 wechselte er zu Borussia Hildesheim.
In späteren Jahren übernahm Bockermann Funktionen beim SV Arminia Hannover, so im Winter 1986/87 als „Krisenmanager“ nach der Entlassung des Trainers Werner Biskup und Problemen im Sponsorenbereich. Im Frühjahr 1990 gehörte er dem vom Amtsgericht Hannover eingesetzten Notvorstand des Vereins an, als beim mit fast einer halben Million DM verschuldeten Klub angesichts des drohenden Konkurses große Teile des Präsidiums zurückgetreten waren.